# Rubus bifrons
Rubus bifrons là loài thực vật có hoa trong họ Hoa hồng. Loài này được Vest miêu tả khoa học đầu tiên năm 1821.

## Hình ảnh

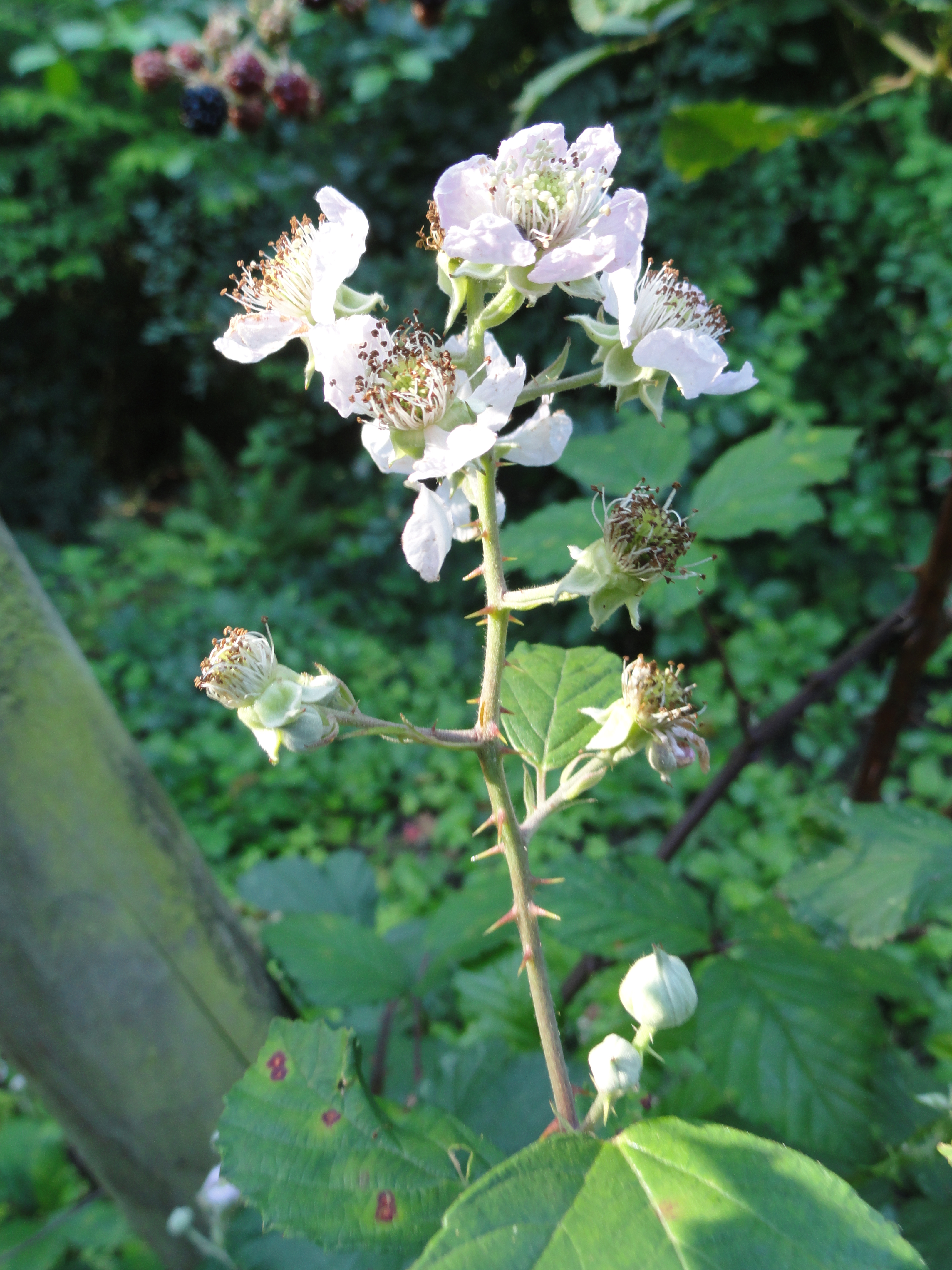
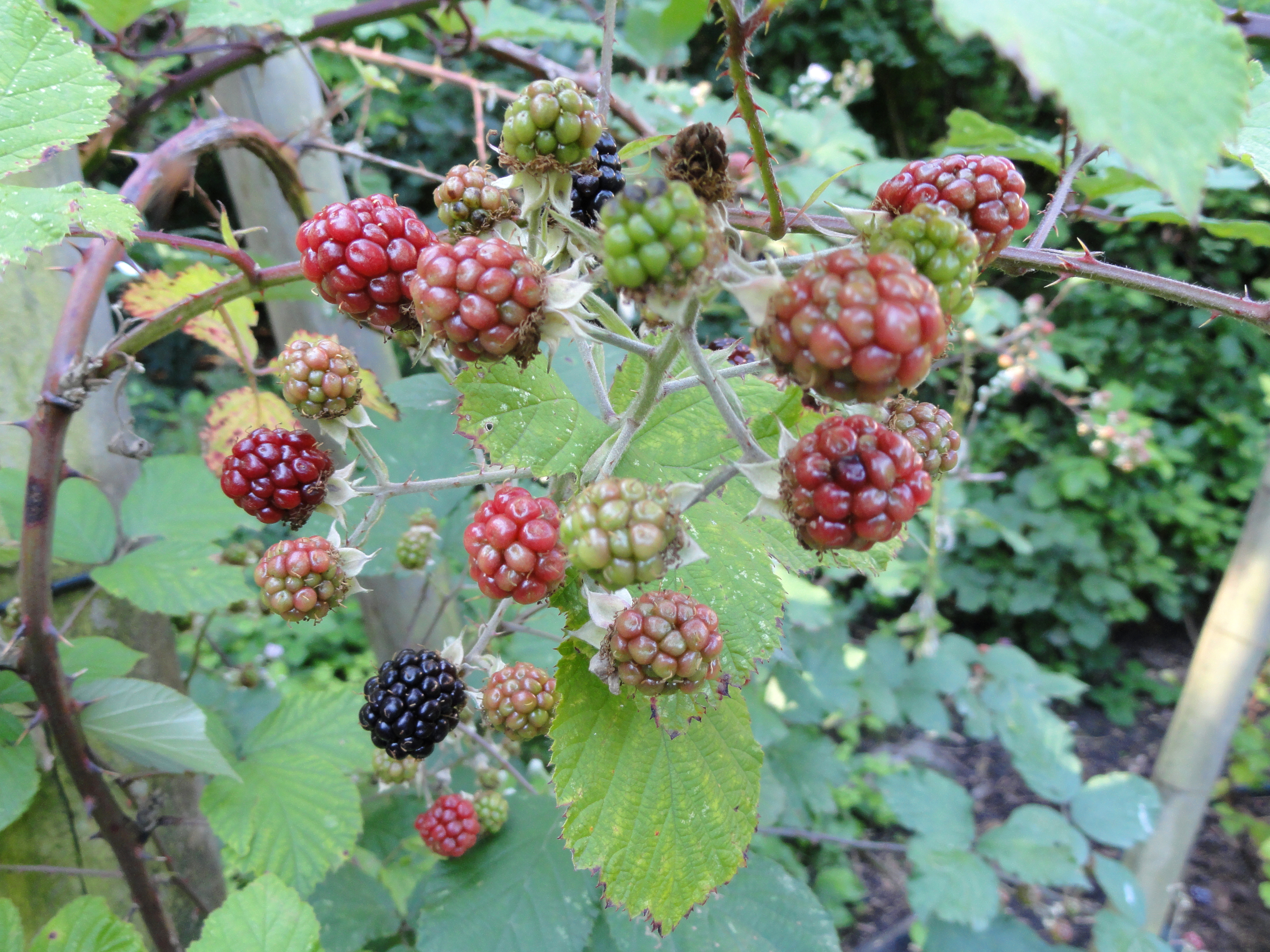